# Кишварда
Кишварда (мађ. Kisvárda) град је у Мађарској. Кишварда је један од важнијих градова у оквиру жупаније Саболч-Сатмар-Берег.
Кишварда је имао 17.097 становника према подацима из 2009. године. Овде постоји ФК Кишварда.

## Географија
Град Кишварда се налази у североисточном делу Мађарске, близу државне тромеђе са Словачком и Украјином - 20 км северно. Од престонице Будимпеште град је удаљен око 280 километара источно. Град се налази у крајње североисточном делу Панонске низије, близу реке Тисе. Надморска висина града је око 100 метара.